# Camrus Johnson
Camrus Johnson (* 22. Dezember 1994 in Kingsland, Georgia) ist ein US-amerikanischer Schauspieler, Filmschaffender und Synchronsprecher. Einem breiten Publikum wurde er durch seine Rolle des Luke Fox alias Batwing in der Fernsehserie Batwoman bekannt, die er von 2019 bis 2022 verkörperte.

## Leben
Johnson wurde am 22. Dezember 1994 in Kingsland geboren. 2013 debütierte er in Product of My Environment als Filmschauspieler. In den nächsten Jahren spielte er in einigen Kurzfilmproduktionen mit, verkörperte allerdings auch 2015 in elf Episoden die wiederkehrende Rolle des Theo in der Fernsehserie Unproductive. Weitere wiederkehrende Serienrollen erhielt er in The Cobblestone Corridor, The OA, Marvel’s Luke Cage und There’s… Johnny!. 2019 wirkte er im Musikvideo zum Lied Goodnight, and Happy Birthday! des Sängers Nick Cianci mit. 2019 verkörperte er im Film The Cat and the Moon die Rolle des Kyle.
Ab 2019 bis einschließlich 2022 verkörperte Johnson in insgesamt 51 Episoden die Rolle des Luke Fox alias Batwing in der Fernsehserie Batwoman. Ende Juni 2024 wurde bekannt, dass er im Netflix Original One Piece die Rolle des Mr. 5 spielen wird.

## Filmografie (Auswahl)
- 2013: Product of My Environment
- 2014: Profilez (Kurzfilm)
- 2014: Bad Teachers (Fernsehserie)
- 2014: Dilemma (Kurzfilm)
- 2014: The Right Thing (Kurzfilm)
- 2014: Remission Accomplished (Kurzfilm)
- 2015: Unproductive (Fernsehserie, 11 Episoden)
- 2015: The Life of Death (Kurzfilm)
- 2016: Act Zero (Kurzfilm)
- 2016: The Cobblestone Corridor (Fernsehserie, 5 Episoden)
- 2016: The OA (Fernsehserie, Episode 1x08)
- 2016–2018: Marvel’s Luke Cage (Fernsehserie, 2 Episoden)
- 2017: Stalker's Prey (Fernsehfilm)
- 2017: Billions (Fernsehserie, Episode 2x01)
- 2017: The Breaks (Fernsehserie, Episode 1x06)
- 2017: Star (Fernsehserie, Episode 2x02)
- 2017: Smoke Screen
- 2017: There’s… Johnny! (Fernsehserie, 4 Episoden)
- 2018: Paterno (Fernsehfilm)
- 2018: Chicago P.D. (Fernsehserie, Episode 6x06)
- 2018: Free Bird (Kurzfilm)
- 2018: The Duck (Kurzfilm)
- 2018: #Fashionvictim (Fernsehfilm)
- 2019: Killing Time (Kurzfilm)
- 2019: Walk of Fame (Kurzfilm)
- 2019: Safe Spaces
- 2019: The Sun Is Also a Star
- 2019: The Cat and the Moon
- 2019: Cake (Fernsehserie, Episode 1x03)
- 2019: Oh Jerome, No (Miniserie, 2 Episoden)
- 2019: Grab My Hand: A Letter to My Dad (Kurzfilm)
- 2019–2022: Batwoman (Fernsehserie, 51 Episoden)
- 2021: Blue Bison (Kurzfilm)
- 2021: Volley (Kurzfilm)
- 2023: Quiz Lady
- 2025: The Electric State

### Filmschaffender
- 2014: Profilez (Kurzfilm; Produktion)
- 2018: Moonwalk with Me (Kurzfilm; Produktion)
- 2019: Grab My Hand: A Letter to My Dad (Kurzfilm; Produktion, Regie, Drehbuch)
- 2020: Day by Day (Podcastserie, Episode 1x18; Drehbuch)
- 2021: Blue Bison (Kurzfilm; Produktion, Regie, Drehbuch)
- 2021: She Dreams at Sunrise (Kurzfilm; Produktion, Regie, Drehbuch)
- 2021: 8:46 Films (Fernsehdokuserie, Episode 1x04; Regie, Drehbuch)
- 2022: The Rose Ceremony (Kurzfilm; Produktion)
- 2022: Batwoman (Fernsehserie, Episode 3x11; Regie)
- 2023: The Other Side of Fortune (Kurzfilm; Produktion)
- 2023: Real Love (Regie)

## Synchronisationen (Auswahl)
- 2024: Suicide Squad: Kill the Justice League (Computerspiel)